# João Chrisostomo Callado
João Chrisostomo Callado (Elvas, 27 de janeiro de 1784 - Rio de Janeiro, 2 de abril de 1857) foi um militar e nobre português. Lutou pela independência do Brasil, onde se tornou Conselheiro de Guerra do Império.
Filho do coronel Manuel Joaquim Callado (Portalegre, 14 de abril de 1744 - Elvas, 23 de setembro de 1831) e de D. Maria Joaquina Nobre (Elvas, 22 de abril de 1747 - Elvas, 23 de julho de 1827), casou-se em 1828 com D. Carolina Juanicó (Montevideo, 18 de maio de 1805 - Rio de Janeiro, 22 de dezembro de 1879) em Montevidéu, filha do espanhol Francisco Juanicó.

## Biografia

### Guerra Peninsular
Assentou praça em 26 de março de 1795, no Regimento de Infantaria nº 20, e foi reconhecido cadete.
Na guerra de 1801 combateu contra os espanhóis; e finda essa campanha, cursou as aulas de matemática, abandonando o serviço militar durante o domínio francês na Península Ibérica. Em 1808, com seus companheiros de estudos, passou à Espanha, onde se reuniam forças para expelir os franceses, e foi pelo tenente-general Francisco de Paula Leite nomeado ajudante-de-ordens do general espanhol D. Antonio de Arcé, com a patente de tenente, à qual tinha sido elevado por decreto de 5 de fevereiro de 1805. Sob o comando deste general, e pertencendo a uma divisão inglesa, fez toda a campanha até 1814 e entrou em Portugal; ascendeu gradualmente os postos, tendo sido graduado major em recompensa de sua conduta na ação de 5 de março de 1811, junto a Chialona, e elevado à efetividade do mesmo posto na batalha de S. Munhoz, pelo zelo, valor e acerto com que defendera uma posição contra o exército de Soult; sendo ao demais louvados em ordem do dia seus serviços durante a expedição de Cádiz a Sevilha, em agosto de 1812, pelo bom desempenho dos cargos de chefe da correspondência oficial e parlamentar para o resgate de prisioneiros. Feita a paz, e restaurado o governo português, foram a João Chrisostomo Callado oferecidos postos militares no exército de Espanha; mas, preferindo continuar no serviço de sua pátria, recusou-os, e mereceu especial recomendação do general d’Arcé ao governo; seus serviços até então foram pela Coroa remunerados com a Cruz de S. Bento de Aviz e a tença correspondente.

### Expedição ao Brasil
Organizado de novo o Exército em 1815, querendo o príncipe regente D. João VI mandar uma divisão para o Brasil, foi o tenente-coronel João Chrisostomo Callado encarregado de organizar e disciplinar o 4º Batalhão de Caçadores; e apresentando-o na melhor ordem ao tenente-general Lecor, chefe da expedição, partiu para o Brasil investido do comando desse corpo. Marchou a divisão, denominada de voluntários reais de el-rei, para a campanha da Banda Oriental do Uruguai; o coronel João Chrisostomo Callado dela fez parte na qualidade de comandante do 2º Regimento de Infantaria; posteriormente comandou a 1ª e 2ª brigadas, e obteve em prêmio a condecoração da Torre e Espada. Uma nova época vai começar para o ilustre guerreiro; uma nova pátria lhe abre o seio; o valente soldado vai adotar a bandeira  gloriosa de um novo império, e cumprirá até à morte o juramento de fidelidade que lhe vai prestar.
Não é um desertor que abandona as suas pelas contrárias falanges: não; é um exército que se divide, é a antiga pátria que se separa em duas nações distintas; e ele é o homem devotado, o soldado leal que aceita e adota a nova pátria pelo coração.
Casou-se em Montevidéo, em função da política de Portugal de aproximação com a aristocracia local, com Maria Dolores Oribe, filha de Francisco Antonio Oribe Casas e, após o falecimento desta, com Carolina Juanicó, filha de Francisco Juanicó.

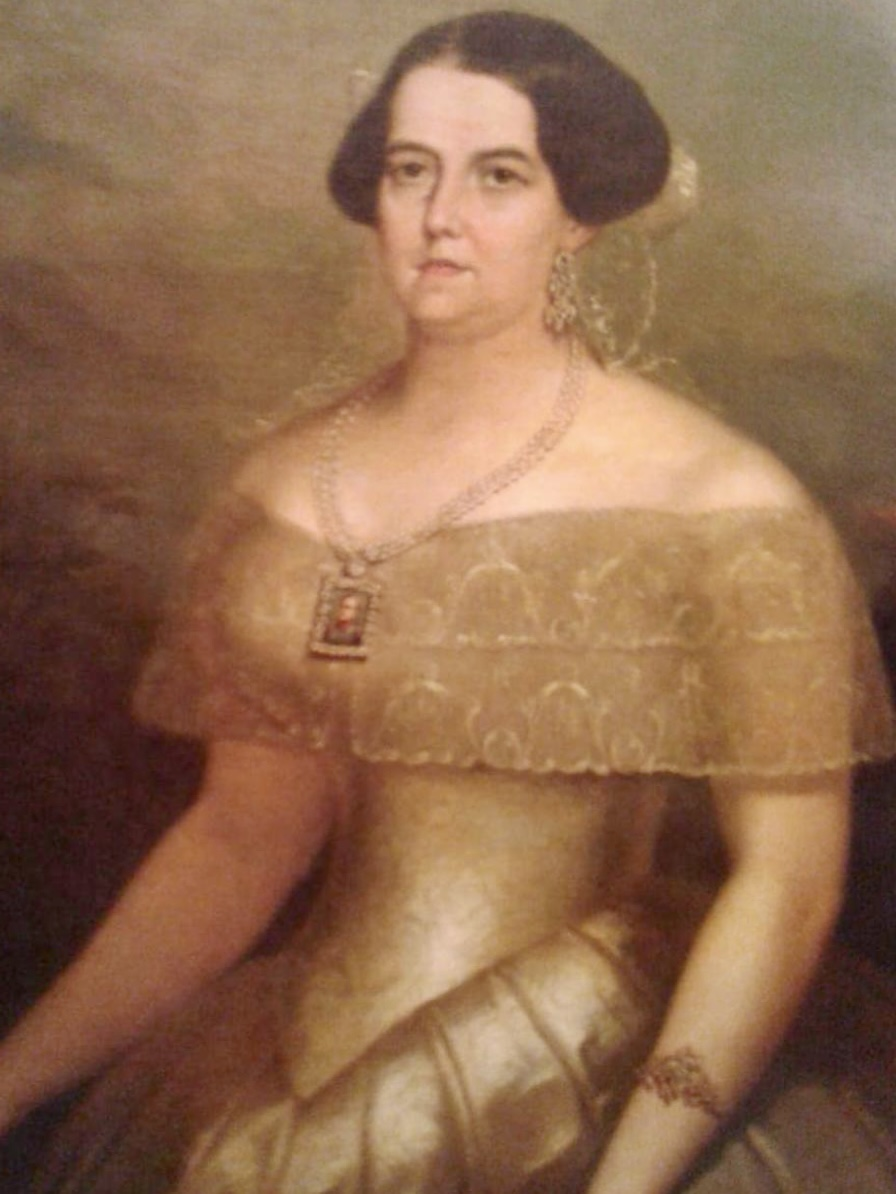
Retrato de Carolina Juanicó de Callado. BARANDIER, Claude Joseph. Museu de Belas Artes.
Detalhe para o colar usado por D. Carolina. A joia traz um medalhão com o retrato de D. Pedro II jovem, que foi-lhe oferecido pelo imperador em agradecimento ao Marechal Callado que durante os 3 dias que antecederam sua maioridade permaneceu no palácio de Sao Cristóvão, impedindo com sua presença o clima de conspiração que havia, contrario a politica vigente, e acompanhou D. Pedro II até o Senado, onde ele, jurando fidelidade ao Brasil, foi declarado maior em 1840.

Com Carolina Juanicó teve cinco filhos. Amelia Callado, Laura de Assumpção Callado, Eduardo Aleixo Callado, Dario Rafael Callado e Carlos Tito Callado.

### Independência do Brasil
Começava-se a elaborar a ideia de independência do Brasil: a João Chrisostomo Callado, chefe da 2ª Brigada de Voluntários Reais, se perguntou se prestaria sua coadjuvação para ser aclamado imperador o príncipe D. Pedro e se o sustentaria; protestou que se podia contar com ele e com as forças sob seu comando; e aderindo decididamente à Independência acompanhou o general Lecor, então visconde da Laguna, em sua retirada da Praça de Montevidéu; reuniu-se às forças que a favoreciam, e debelou as contrárias, comandadas por d. Álvaro da Costa. Sofreu em consequência sequestro nos bens que possuía dentro da praça.
Proclamada a independência e o Império, tendo embarcado as forças de D. Álvaro da Costa, foi João Chrisostomo Callado comissionado à corte para dar parte do ocorrido ao Imperador, o qual lhe ordenou continuasse no serviço do novo Império, promoveu-o por merecimento ao posto de brigadeiro graduado, e nesta categoria o fez regressar à Província Cisplatina.

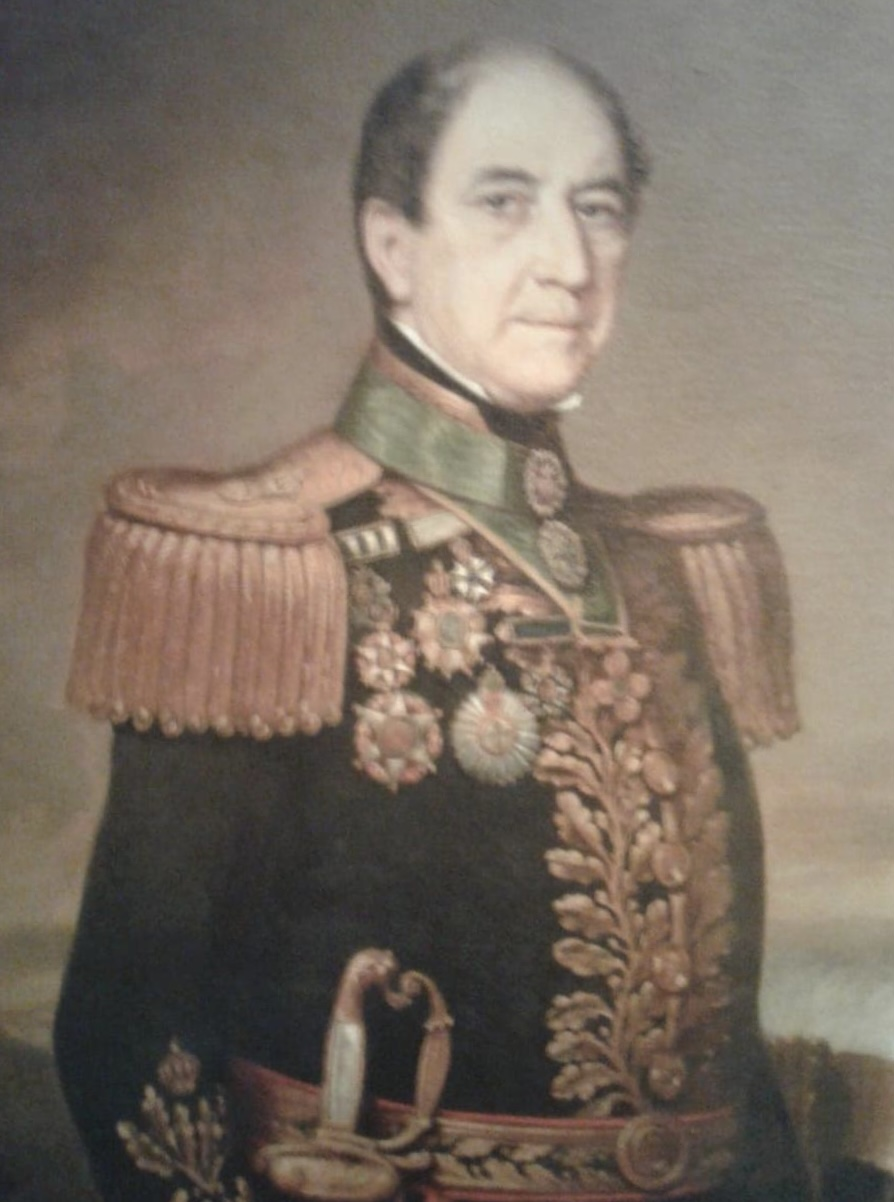
Retrato de Marechal João Chrisostomo Callado.BARANDIER, Claude Joseph. Museu de Belas Artes.

### Guerra da Cisplatina
Pretendeu pouco depois esta província reconquistar sua independência e proclamar-se república; abriu-se por isso nova campanha em maio de 1825. O brigadeiro Callado seguiu firme em seus sentimentos a favor do Império; combateu a rebelião, sofrendo novo sequestro dirigido então a seus bens rurais que perdeu. Por ordem do visconde da Laguna tomou o comando da guarnição e departamento de Maldonado; posteriormente o barão de Vila Bela, nomeado presidente e governador das armas da província rebelada, o incumbiu de, com os destroços do exército, organizar e disciplinar uma divisão e assumir o comando da linha em frente da praça: honrado com a cruz de ouro da campanha Cisplatina e com o hábito do Cruzeiro, o brigadeiro Callado permaneceu neste serviço ativo até que, mudada a guerra para a província do Rio Grande do Sul, pela intervenção das tropas argentinas, o marquês de Barbacena, chefe do exército brasileiro, o chamou e incumbiu de comandar a 2ª divisão desse exército, à testa da qual assistiu à batalha de 20 de fevereiro de 1827 nos campos de Ituzaingó: pela maneira distinta por que se portou então mereceu ser elogiado em ordem do dia, feita publicar pelo mesmo marquês. (Claramente se acham descritos esses seus serviços, e comprovados por documentos oficiais na segunda parte do opúsculo publicado em 1852, sob o título Memórias do grande exército aliado libertador do Sul da América.) Coube-lhe a promoção a marechal-de-campo graduado, e voltou a Montevidéu, onde assumiu o comando-em-chefe das forças ali estacionadas; comandou-as até que o tratado de 27 de agosto de 1828 as fez retirar. No ano seguinte, achando-se reunida em Santa Catarina grande parte do exército, foi João Chrisostomo Callado nomeado comandante das armas da província.
As ideias de proteção ao absolutismo que professavam as autoridades civis encontraram nele opositor; foi por conseguinte delatado e submetido a conselho de guerra, o qual unanimemente o absolveu, declarando-o, em sentença de 14 de novembro, sem culpa, e a sua conduta irrepreensível durante o comando das armas; sentença confirmada pelo Conselho Supremo Militar quatro dias depois, declarando-se sua conduta não só irrepreensível, mas digna de louvor pelo zelo com que se prestara no desempenho de seus deveres. (Ordem do dia do quartel-general de 2 de outubro de 1829.) S. M. o Imperador fez-lhe mercê do título da comenda da Ordem de S. Bento de Aviz, em 18 de outubro desse ano; e o Poder Executivo deu complemento a essa pública satisfação, nomeando-o de novo comandante das armas da mesma província, por decreto de 30 de janeiro de 1830. Mas o marechal, compreendendo que sua presença em Santa Catarina ocasionaria discórdia de autoridade, pediu dispensa, e se lhe concedeu com transferência para o comando das armas da Bahia, onde tinha sido assassinado seu antecessor. No exercício desse cargo foi agraciado com a comenda da Ordem da Rosa.

### Sabinada
A nomeação do Marechal Callado para o comando das armas da província da Bahia em tão espinhosas circunstâncias, e no estado de excitação política em que então se achava aquela província, assinala a alta confiança que no ilustre militar depositava o governo de S. M. o Senhor D. Pedro I.
Mas o gérmens de uma revolução já estavam espalhados em todo o Brasil: causas acumuladas, os acontecimentos da França em 1830, os erros do governo e a exaltação dos partidos preparavam um cataclismo tremendo, que somente pôde ser removido pelo patriotismo do Senhor D. Pedro I, que resolveu abdicar.
O movimento de 7 de abril de 1831 foi precedido na Bahia pelo de 5 do mesmo mês e do mesmo ano. O comandante das armas da Bahia julgou de seu dever opor-se à revolução: recebendo, porém, ordem do presidente da província, Luís Paulo de Araújo Bastos, de deixar o posto, embarcou para a corte; à sua chegada teve notícia da abdicação de D. Pedro I, e foi recolhido às prisões da fortaleza de Villegaignon.
Cônscio de ter procedido no restrito cumprimento de seus deveres, pediu se lhe nomeasse conselho de guerra, sem mesmo esperar que os espíritos serenassem. Em 28 de julho de 1831 foi absolvido em 1ª instância, por julgá-lo o conselho sem criminalidade; e na confirmação da sentença declara o Conselho Supremo Militar que o fazia, não só por lhe não provar criminalidade, mas até por serem muito louváveis todos os seus procedimentos.
Apesar, porém, destas sentenças, que punham a coberto seus brios de soldado e o honravam como cidadão, compreendeu o marechal Callado que sua estrela achara névoas no zênite, e era de mister esperar que se dissipassem para prestar algum fulgor ainda no ocaso; retirou-se por dois anos para as margens do rio da Prata, deu nova têmpera à sua coragem na sede de suas glórias.
De volta ao Rio de Janeiro, foi elevado à efetividade do posto de marechal-de-campo; e a regência, julgando-o capaz de sufocar a rebelião que rebentara na província da Bahia, em 7 de novembro de 1837, e  a assolava ameaçando todo o norte do Império, o nomeou comandante das armas dessa província, com autoridade de formar um exército para submeter os revoltosos. Cumpriu o seu dever, batalhou durante três dias consecutivos, obrigou a render-se à discrição desde o chefe até o súdito da rebelião, e a 16 de março de 1838 cravou na Praça da Piedade o estandarte imperial.

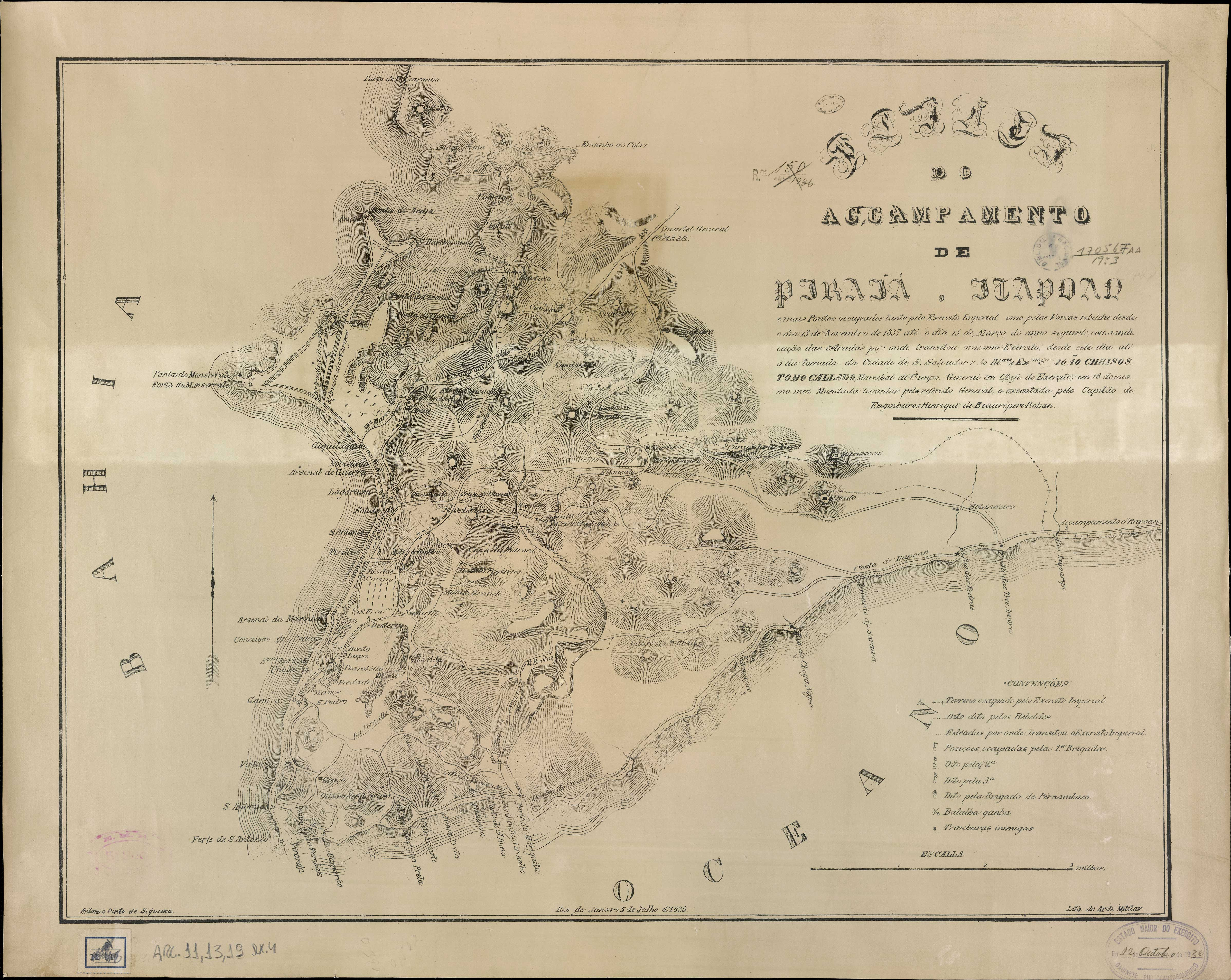

Os habitantes da Bahia demonstraram sua gratidão ao benemérito general comandante do exército restaurador da ordem e da legalidade por intermédio de uma deputação, composta de alguns de seus mais distintos concidadãos, que lhe dirigiu um voto de reconhecimento. Uma particular manifestação partiu ainda de muitos proprietários e negociantes, que além disso assinaram avultadas quantias em uma subscrição destinada a oferecer uma prenda valiosa ao ilustre marechal. Este, porém, esquivou-se nobremente a receber o último favor, e o cedeu em benefício das viúvas e órfãos dos bravos mortos em defesa da legalidade. A gratidão pública brilha aqui a par do desinteresse. Entretanto, a digna esposa do general vencedor não pôde deixar de aceitar uma oferenda duplamente preciosa, porque, ao mesmo tempo que lhe recordava um dos belos feitos do esposo, representava a efígie de S. M. I. o Senhor D. Pedro II com a inscrição "Os baianos agradecidos ao Marechal Callado, 1837".
Por tão relevantes serviços o governo imperial elevou o ilustre militar ao posto de tenente-general, e nomeado ainda vogal do Conselho Supremo Militar. 

### Conselheiro de Guerra do Império
Nos tumultuosos dias de julho de 1840, foi João Chrisostomo Callado o oficial-general que de moto próprio, compareceu no paço da Boavista, e por odem de S. M. I. o Senhor D. Pedro II, e de seu tutor o excelentíssimo senhor marquês de Itanhaém, encarregou-se da guarda do palácio, ponderou que a presença de baionetas no pátio do palácio era um inútil, triste e talvez prejudicial degrau para a ascensão de S. M. ao poder, e conseguintemente fez retirar os corpos armados, acompanhou o Imperador até o paço do Senado, e só o deixou quando o reconheceu empossado da suprema administração em plena paz e regozijo.
Em 1841 o tenente-general teve a nomeação de conselheiro de guerra, e com cinquenta e quatro anos de serviço ativo pediu sua reforma em marechal do Exército, e obteve com a cláusula de continuar no exercício de conselheiro de guerra.
Esta longa e não interrompida série de serviços terminou enfim de uma vez para sempre no dia 1º de abril de 1857 pelo falecimento do varão distinto e preclaro que os prestara.
Sobre a sepultura do marechal João Chrisostomo Callado a Pátria, a esposa Carolina Juanicó de Callado, os filhos e numerosos amigos derramaram lágrimas de amor e de saudade.
Não faltaram honras nem distinções ao benemérito: João Chrisostomo Callado era fidalgo cavaleiro da casa imperial, comendador das ordens de Aviz e da imperial da Rosa, oficial da imperial ordem do Cruzeiro, cavaleiro da Torre e Espada, e condecorado com a cruz da campanha peninsular na Europa, e com a estrela de ouro da do rio da Prata; conselheiro de guerra e marechal do Exército do Brasil.
Subiu a tão subido posto, conquistando todos os graus na escala de hierarquia militar por serviços relevantes prestados nos campos de batalha ou em importantes comissões administrativas.
As honras lhe foram devidas, como de direito lhe cabe um renome glorioso e a memória dos justos eternizada à história da pátria.

## Ordens e Condecorações
- Cavaleiro da Casa Imperial
- Comendador da Ordem de Aviz
- Comendador da Ordem da Rosa
- Oficial da Ordem do Cruzeiro
- Cavaleiro da Torre e Espada
- Cruz da Campanha Peninsular
- Estrela de Ouro da Campanha do Rio da Prata
- Marechal do Exército Brasileiro
- Conselheiro de Guerra do Império

## Família
Casou-se em 1821, na cidade de Montevidéo, em função da política de Portugal de aproximação com a aristocracia local, com Maria Dolores Oribe (Montevideu, 22 de novembro de 1796 - Montevideu, 1822), filha de Francisco Antonio Oribe Casas , matrimônio este sem geração.
Após o falecimento de sua esposa, casou-se em Montevideu, em 12 de novembro de 1828, com Carolina Juanicó (Montevideo, 18 de maio de 1805 - Rio de Janeiro, 22 de dezembro de 1879), filha de Francisco Juanicó e D. Maria Juliana Texeira y Pagola.
Com D. Carolina Juanicó de Callado teve os seguintes filhos:
- Amelia Salerno Callado (Rio de Janeiro, 1829 - Rio de Janeiro, 1897), casada com o Comendador Francisco Teixeira de Miranda.

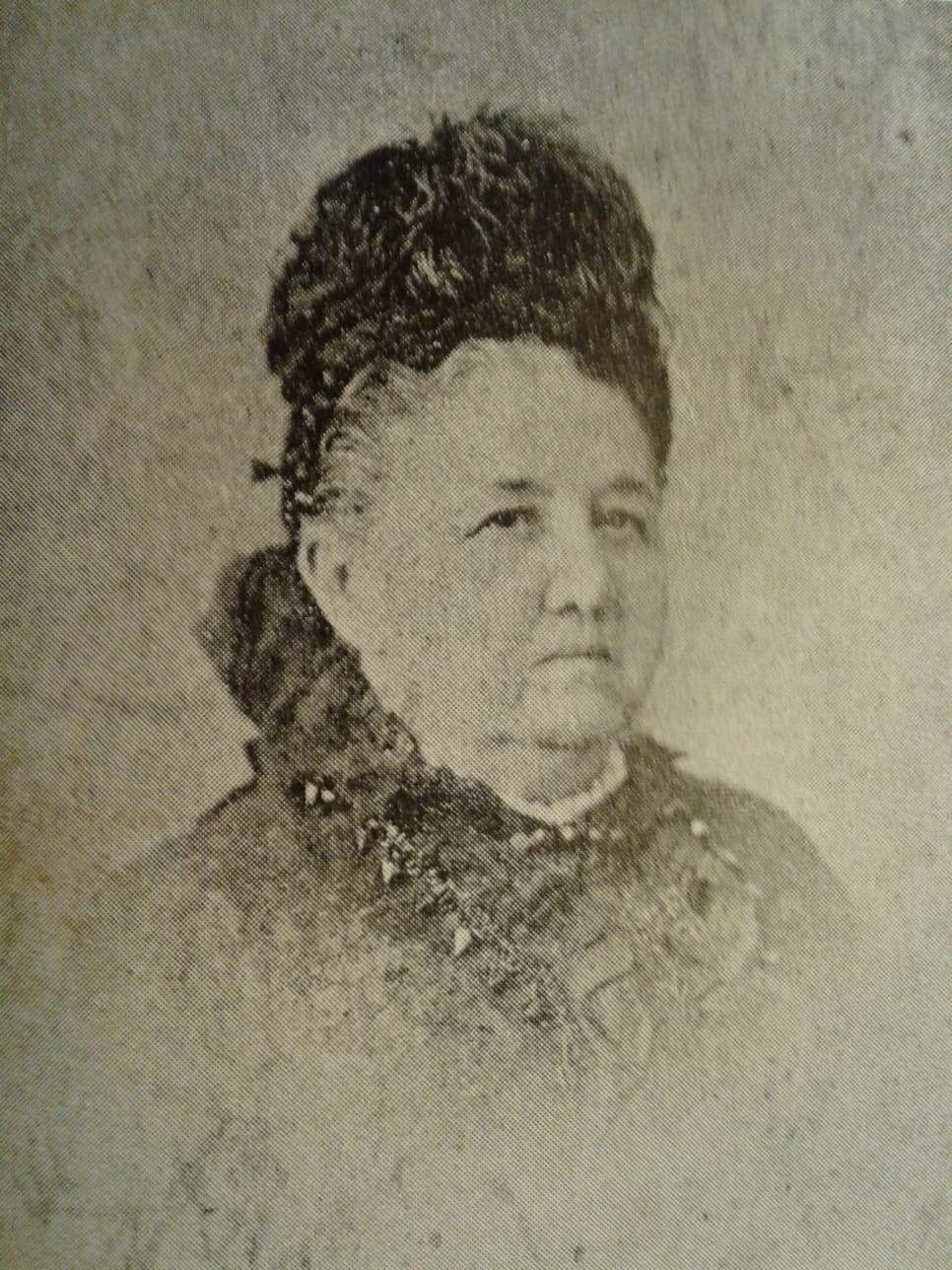
D. Amelia Callado

- Laura de Assumpção Callado (Salvador, 15 de agosto de 1830 - Rio de Janeiro, 28 de setembro de 1884). Solteira, tendo cometido suicídio ao se jogar do segundo andar se sua casa no Largo de S. Joaquim, nº 295, onde residia com seu irmão Dr. Carlos Tito Callado.

- Eduardo Aleixo Callado (Montevideu, 1832 - Rio de Janeiro, 14 de outubro de 1914), embaixador brasileiro condecorado com a primeira Medalha do Duplo Dragão dada pela China, casado com D. Henriqueta Zeballos y Tamayo.

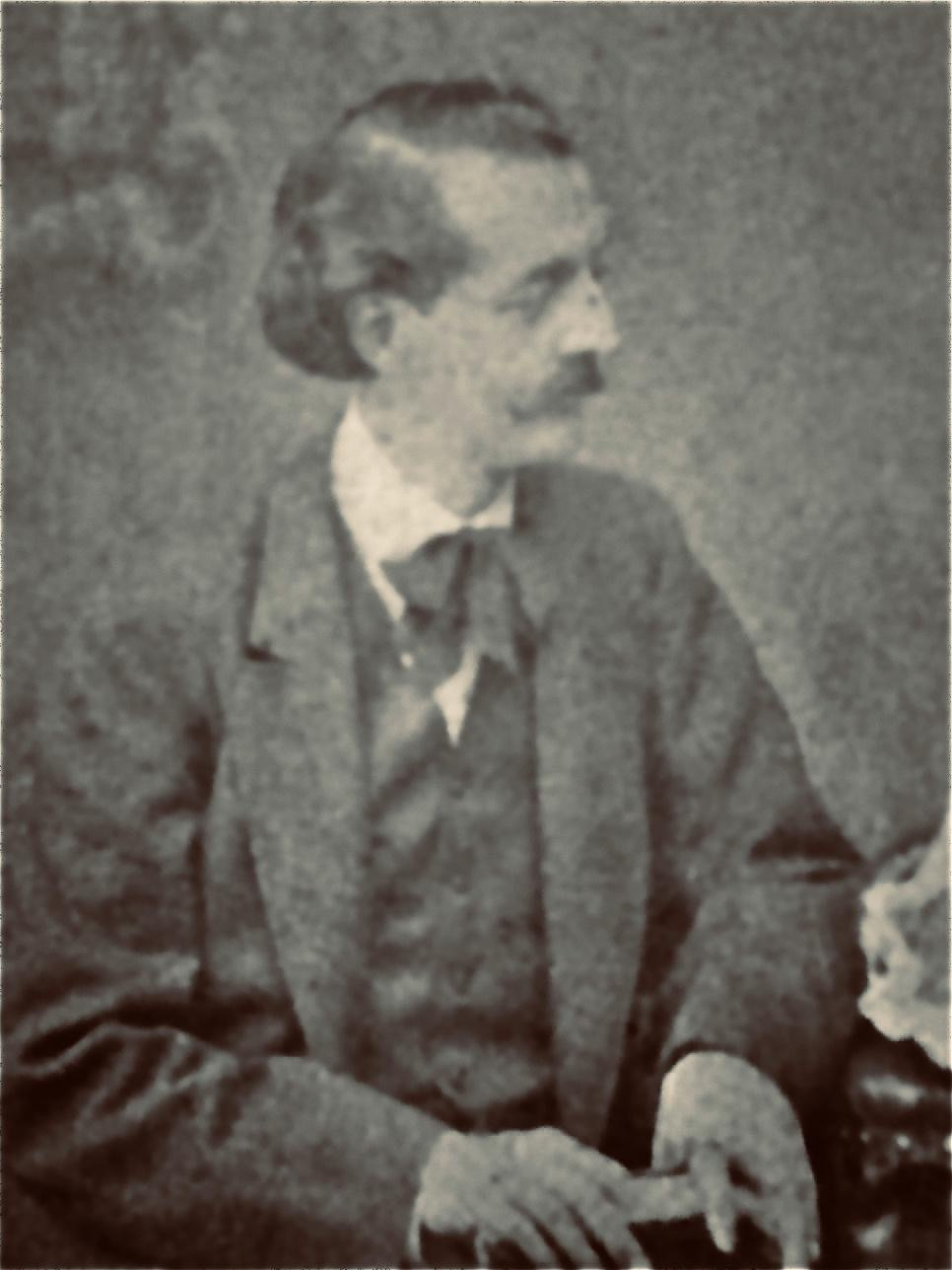
Embaixador Eduardo Callado

- Dario Rafael Callado (Montevideu, 1833 - Desaparecido, 1867), formado em Direito pela Academia de São Paulo, foi Promotor da Estrella, juiz de direito e chefe de polícia em Minas e no Rio Grande do Sul E depois chefe de polícia da Côrte.

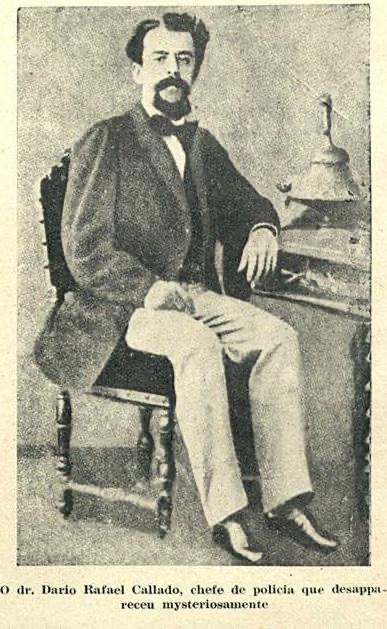
Dario Rafael Callado

- Carlos Tito Callado (Rio de Janeiro, 4 de janeiro de 1845 - Rio de Janeiro, 15 de fevereiro de 1885), diplomado em 1870 em Ciências Jurídicas, pela Faculdade de Direito de S. Paulo e, delegado de polícia da Côrte, era casado com D. Joanna do Canto Callado Veiga, filha do Conselheiro Francisco José do Canto Mello e Castro Mascarenhas.

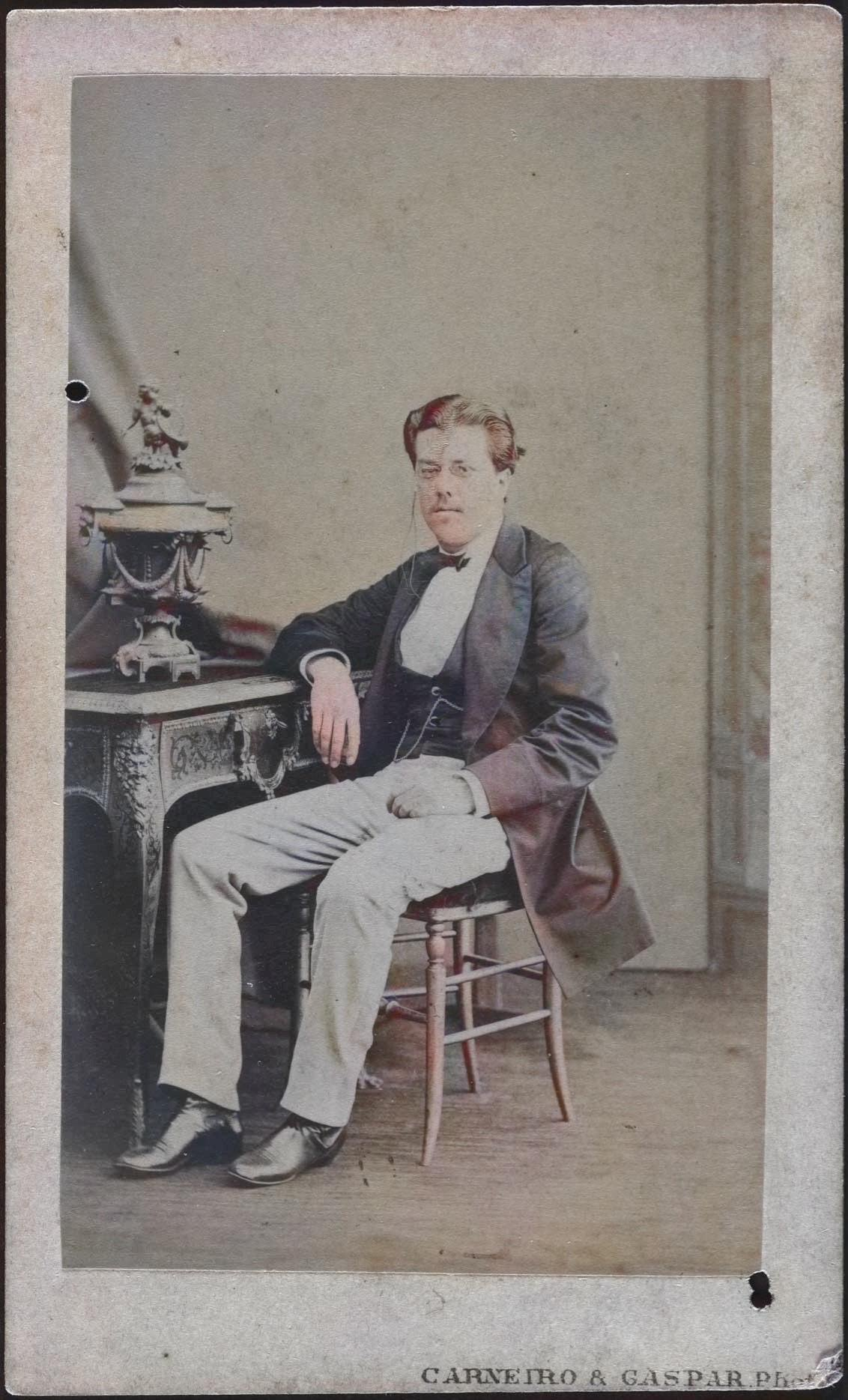
Doutor Carlos Tito Callado